# Begonia membranacea
Espèce
Begonia membranacea est une espèce de plantes de la famille des Begoniaceae. Ce bégonia est originaire du Brésil. L'espèce fait partie de la section Pritzelia. Elle a été décrite en 1859 par Alphonse Pyrame de Candolle (1806-1893). L'épithète spécifique membranacea signifie « membraneuse ».

## Répartition géographique
Cette espèce est originaire du Brésil.